# Відкритий чемпіонат Австралії з тенісу 2009
Відкритий чемпіонат Австралії з тенісу 2009 року стартував 19 січня в Мельбурн-Парку. Змагання проводилися в одиночному та парному розряді серед чоловіків, жінок, юніорів та інвалідів на візках.

## Історія турніру
Уперше Відкритий чемпіонат Австралії відбувся в 1905 році і мав назву чемпіонат Австралазії серед чоловіків. Він пройшов на одному з майданчиків, пристосованих для гри в крикет. Спочатку в цьому турнірі брали участь тільки чоловіки, але в 1922 році до гри в теніс долучилися жінки.
Тенісний чемпіонат Австралії за всю свою історію проводився в сьома містах (станом на 2009 рік). Це австралійські Мельбурн (52 рази), Сідней (17), Аделаїда (14), Брисбен (7) і Перт (3), а також у новозеландських Кристчерч (1906 рік) та Гейстінгз (1912).

У 2009 році пройходив 96-й за ліком чемпіонат Австралії. Починаючи з 1906 року, він проводився щорічно, окрім періодів з 1916 по 1918 і з 1941 по 1945 роки, коли світ охопили Перша та Друга світові війни.
За останні два десятиліття відвідуваність Australian Open зросла більш ніж удвічі. Якщо в 1989 році змагання в цілому відвідало 287 тисяч глядачів, то в 2008 році ця цифра склала рекордні 605 735.

## Перед турніром
У 2009-му не всі найсильніші тенісисти світу змогли приїхати до Мельбурна. Головною втратою турніру була відсутність росіянки Марії Шарапової, торішньої чемпіонки. Вона, перенесла операцію на плечі, і не змогла як слід підготуватися до турніру, хоча вже відновила тренування на корті. За її словами, нічого виходити на корт, якщо знаєш, що не зможеш перемогти. Крім Шарапової, на Australian Open-09 не зіграла ще одна тенісистка, що входить у список сіяних. Це китаянка Лі На. У чоловіків втрата одна - росіянин Микола Давиденко. Він за тиждень до старту оголосив про те, що травма п'яти не дозволить йому зіграти на цьому турнірі.
Коло претенденток на перемогу у Відкритому чемпіонаті Австралії було те ж, що й минулого року за винятком Шарапової. Це сестри Вільямс, які, до речі, могли зіграти одна проти одної у півфіналі,  Єлена Янкович,  Ана Іванович,  Дінара Сафіна з Оленою Дементьєвою. Можна було чекати сюрпризів від Флавії Пеннетти, Каролін Возняцкі, Маріон Бартолі.
У чоловічому одиночному розряді очікувалася вкрай гостра боротьба. Все говорило про те, що ця першість Австралії стане однією з найцікавіших за останні роки. Гегемонія Роджера Федерера пройшла, гра першої ракетка світу Рафаеля Надаля не виглядає непереможною, а покоління молоді, талановитих і зухвалих уже досягло такого рівня майстерності, що дозволяє обігравати метрів не випадково.
Призовий фонд Відкритого чемпіонату Австралії становив 23,14 мільйона австралійських доларів. Ще в жовтні він був 22 мільйони, але за тиждень до старту турніру було оголошено про те, що фонд збільшується за рахунок призових переможцям в одиночному розряді. Чемпіони в жіночих і чоловічих "одиночних" одержували по 2 мільйони доларів. При цьому торішні переможці одержали чеки на 1,37 мільйона доларів.
Фінал у жіночому одиночному розряді було заплановано на вечір суботи, 31 січня, а чоловічий фінал пройшов удень, 1 лютого.

## Змагання

### Чоловіки одиночний
Рафаель Надаль виграв у  Роджера Федерера 7 -5, 3 -6, 7-6(3), 3 -6, 6 -2.

#### Хід матчу
У вирішальному матчі чоловічого одиночного турніру зустрічались два одвічні суперники та найкращі тенісисти останніх років Роджер Федерер та Рафаель Надаль.
У випадку перемоги швейцарця він би повторив рекорд і зрівнявся із великим американцем Пітом Сампрасом, який вигравав турніри Великого шолома 14 разів.
Федерер розпочав гру досить мляво і не був подібний сам на себе, віддавши одразу перший гейм Надалю, втім, уже на першій подачі іспанця зміг зробити брейк. Повернулись до Роджера і його відомі форхенди, але це не допомогло йому: Надаль витягував усе, що міг і не міг — 5:7 На користь іспанця.
Другий сет — повернувся лицем до швейцарця і він закрив першу ракетку світу 6:3. У цьому сеті Рафа взяв один брейк, натомість друга ракетка відповів двома. Третій сет Федерер програв на тайбрейку, при цьому не реалізувавши аж шість брейкпойнтів. Четвертий сет: знову доля посміхається Федереру 6:3.
Вирішальний і 5-ий сет дещо здивував. Надаль його виграв практично без боротьби. Рафа за рахунку 5:2 за геймами мав два турнамент-боли, і зміг реалізувати тільки з другої спроби. У останньому сеті Федерер зробив 14 невимушених помилок. У свою чергу, Надаль лише дві.
Це став уже шостий турнір «Великого Шолому» (до цього іспанець взяв 4-ри «Ролан Гароси» та один «Вімбілон»), на якому тріумфував Надаль. Це перший трофей Надаля на хардовому покриті. В особистих зустрічах Надаля та Федерера перевага іспанця ще більше зросла. 13 — 6 не на користь швейцарця. За перемогу на Australian Open Рафаель Надаль отримав 2 мільйони доларів.

#### Статистика фінального матчу
|                    | Рафаель Надаль | Роджер Федерер |
| ------------------ | -------------- | -------------- |
| Ейси               | 4              | 11             |
| Подвійні помилки   | 4              | 6              |
| Перша подача       | 112/169 = 63%  | 90/178 = 51%   |
| Вінерси            | 50             | 71             |
| Невимушені помилки | 41             | 64             |
| Брейк-поінти       | 7/16 = 44%     | 6/19 = 32%     |
| Виграні очки (за.) | 173            | 174            |
| Виходи до сітки    | 15/26 = 58 %   | 43/60 = 70     |

### Жінки одиночний
Серена Вільямс виграла у  Дінари Сафіної 6 -0, 6 -3

#### Хід матчу
Американка Серена Вільямс без особливих проблем обіграла росіянку Дінару Сафіну у фіналі Відкритого чемпіонату Австралії з рахунком 6:0, 6:3. Матч продовжився всього 59 хвилин. За зустріч Сафіна допустила 21 невимушених помилки. У Серени ж 23 вінерзи проти 14 у росіянки.
Це вже стала четверта перемога Серени на Australian Open, до цього вона перемагала у 2003, 2005 та 2007 роках. Водночас перемога в Мельбурні стала для американки десятою на турнірах «Великого шолому».
Добою раніше сестри Вільямс перемогли в парному розряді. Таким чином в Австралії Серена заробила 2 мільйони 250 тисяч доларів і стала першою ракеткою світу.
«Я вдячна всім, моїй мамі, що підтримувала тут мою віру в себе, тату, який дивився цей фінал по телевізору, Вінус, яка потренувалася зі мною сьогодні. Звичайно, спасибі і всім глядачам, які прийшли сьогодні поглянути наш матч. Я дуже люблю грати тут, це дуже приємні відчуття, коли ти знаєш, що тебе чекають і люблять», — заявила Серена у флеш-інтерв'ю прямо на корті.
Сафіна після матчу визнала, що у неї не було шансів на перемогу. «Хочу привітати Серену, вона винна в тому, що матч сьогодні завершився так швидко, вона грала дуже добре, а я відчувала себе хлопчиком, що подає м'ячі. Я вдячна своєму тренерові, хоча він, на жаль, і не зміг сьогодні допомогти мені. Спасибі всім, хто підтримував мене, і вибачите, що не змогла сьогодні порадувати вас, сподіваюся, колись мені вдасться зіграти тут краще», — заявила росіянка у флеш-інтерв'ю прямо на корті.

#### Статистика фінального матчу
|                    | Серена Вільямс | Дінара Сафіна |
| ------------------ | -------------- | ------------- |
| Ейси               | 4              | 3             |
| Подвійні помилки   | 0              | 5             |
| Перша подача       | 57%            | 59%           |
| Вінерси            |                |               |
| Невимушені помилки | 7              | 21            |
| Брейк-поінти       |                |               |
| Виграні очки (за.) |                |               |
| Виходи до сітки    |                |               |

### Чоловіки парний
Боб Браян/  Майк Браян обіграли пару  Магеш Бгупаті /  Марк Ноулз 2 -6, 7 -5, 6 -0.

### Жінки парний
Серена Вільямс /  Вінус Вільямс обіграли пару  Даніела Гантухова/  Ай Сугіяма 6- 3; 6- 3.

### Мікст
Магеш Бгупаті /  Саня Мірза обіграли  Енді Рам /  Наталі Деші 6 -3, 6 -1

### Юніори
| Одиночний розряд. Хлопці            |                                    |                  |
| Юкі Бгамбрі                         | Александрос-Фердинандос Георгудас  | 6–3, 6–1         |
|                                     |                                    |                  |
| Одиночний розряд. Дівчата           |                                    |                  |
| Ксенія Первак                       | Лора Робсон                        | 6–3, 6–1         |
|                                     |                                    |                  |
| Парний розряд. Хлопці               |                                    |                  |
| Френсіс Кейсі Алькантара Сьє Ченпен | Михайло Бірюков Ясутака Утіяма     | 6–4, 6–2         |
|                                     |                                    |                  |
| Парний розряд. Дівчата              |                                    |                  |
| Крістіна Макгейл Айла Томлянович    | Александра Крунич Сандра Заневська | 6–1, 2–6, [10–4] |
|                                     |                                    |                  |